# Herb Jugosławii
Herb Jugosławii zmieniał się kilkakrotnie podczas istnienia federalnego państwa. Pierwszy herb państwa Słowian południowych uchwalono w 1921 roku, a ostatni herb Jugosławii był w oficjalnym użyciu do roku 2006.

## Królestwo Serbów, Chorwatów i Słoweńców, orazKrólestwo Jugosławii

Herb z lat 1921–1941

Pierwszy herb, wówczas jeszcze Królestwa SHS, ustalono w 1921 roku. Przyjęty wówczas wzór herbu przedstawiał płaszcz heraldyczny zwieńczony koroną królewską, na którym umieszczono właściwy herb. Na tarczy koloru czerwonego, również zwieńczonej koroną, znajdował się dwugłowy biały orzeł o złotym dziobie i łapach. Na piersi orła położono kolejną tarczę.
W pierwszym polu tarczy, którą podzielono na trzy części w kształt odwróconej litery T znalazł się tzw. krzyż serbski. Jest to biały krzyż grecki na czerwonym polu otoczony stylizowanymi złotymi cyrylicznymi literami С (S) symbolizującymi zdanie Само слога Србина спасава (srb. Tylko jedność uratuje Serbów). Hasło to nawiązuje do Krzyża Paleologów, w którym zamiast С obowiązywała litera B (Basiléus Basiléon, Basiléuon Basileuónton; gr. Król królów, królujący nad królami).
Pole drugie zajmowała charakterystyczna biało-czerwona szachownica – odwieczny symbol Chorwatów.
Trzecie, dolne, pole miało symbolizować Słoweńców. Trzy sześcioramienne gwiazdy ponad srebrnym półksiężycem umieszczone w błękitnym polu pojawiły się po raz pierwszy właśnie w tym herbie.
Bośniaków uznawano za muzułmańskich Serbów, lub muzułmańskich Chorwatów; Macedończyków i Czarnogórców uznawano za Serbów; Albańczyków, jako nie-Słowian, nie postrzegano za pełnoprawnych obywateli Jugosławii, dlatego też te narody nie znalazły swoich elementów w nowym herbie. Symbol ten przetrwał zmianę nazwy państwa z Królestwa Serbów, Chorwatów i Słoweńców na Królestwo Jugosławii i oficjalnie używany był do wkroczenia sił Osi do Jugosławii w 1941. W środowiskach niepodległościowych na emigracji używany był również po klęsce kraju w czasie wojny.

## Socjalistyczna Jugosławia
Powojenna, komunistyczna Jugosławia odrzuciła dotychczasowy herb, kojarzący się z monarchistami. Za godło Federacyjnej Ludowej Republiki Jugosławii wybrano pięć pochodni palących się jednym płomieniem. Miało to symbolizować pięć narodów (Chorwatów, Czarnogórców, Macedończyków, Serbów i Słoweńców) tworzących wspólny kraj. Po raz kolejny pominięto Bośniaków, a także mniejszości narodowe, jak Albańczycy, Niemcy, Rusini, Turcy, czy Węgrzy. Te pięć pochodni było otoczone kłosami zbóż i zwieńczone czerwoną gwiazdą. Kłosy były opasane niebieską wstęgą ze złotym napisem: 29-XI-1943. Data ta symbolizuje Antyfaszystowską Radę Narodowego Wyzwolenia Jugosławii (AVNOJ). 29 listopada 1943 to data drugiego spotkania AVNOJ, kiedy to położono podwaliny pod przyszłą budowę Drugiej Jugosławii.
Herb nieznacznie zmieniono w roku 1963, kiedy Federacyjna Ludowa Republika Jugosławii została przemianowana na Socjalistyczną Federacyjną Republikę Jugosławii. Wówczas dodano jeszcze jedną, szóstą pochodnię. Jednocześnie nastąpiła zmiana w relacjonowaniu symboliki godła. Pięć narodów zastąpiono sześcioma republikami Socjalistycznej Jugosławii (Bośnia i Hercegowina, Chorwacja, Czarnogóra, Macedonia, Serbia, Słowenia). Każda republika posiadała również swoje własne godło.

## Federalna Republika JugosławiiorazSerbia i Czarnogóra

Herb z lat 1994–2006

Stare jugosłowiańskie godło było w użyciu jeszcze dwa lata od upadku Drugiej Jugosławii. Dopiero w 1994 roku Skupsztina zatwierdziła nowy wzór tego symbolu. Nowy herb nawiązywał do czasów przedwojennych. Na czerwonej tarczy znajdował się biały dwugłowy orzeł. Na piersi ptaka umieszczono kolejną tarczę – czwórdzielną w krzyż. W polu pierwszym i czwartym znalazł się krzyż serbski, a w polach drugim i trzecim widniał złoty lew – godło czarnogórskiej dynastii Petrović-Njegoš.
Herb ten był w użyciu również po 2003 roku, w Serbii i Czarnogórze, aż do 5 czerwca 2006 roku, kiedy federacja rozpadła się na dwa odrębne państwa: Serbię oraz Czarnogórę.